# Сапак (Алакольський район)
Сапа́к (каз. Сапақ) — село у складі Алакольського району Жетисуської області Казахстану. Адміністративний центр Сапацького сільського округу.
У радянські часи село мало назву Герасимовка.
Населення — 508 осіб (2021; 799 у 2009, 1526 у 1999, 1634 у 1989).